# سحلب (مشروب)

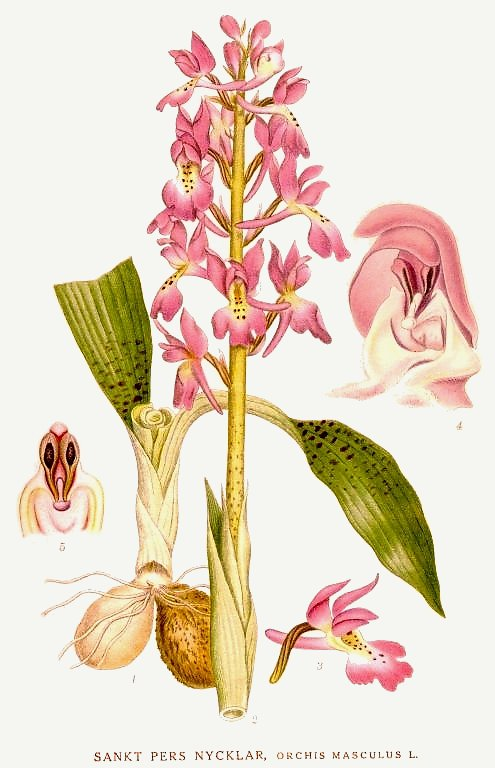
نبات السحلب.

 السَّحلَب هو شراب شعبي مشهور عربيًّا وخاصةً في بلاد الشام وفي مصر والحجاز. والسحلب نبات معروف من فصيلة السحلبيات، يُزرع للزينة ويوجد بريًّا وله جذور درنية لونها أسمر من الخارج وأبيض من الداخل وأوراق ضيقة غالبا ما تكون ملطخة بلون أسود وللساق أزهار بنفسجية ويشتهر بمسحوقه الأبيض النشوي الذي يصنع منه شراب السحلب المعروف. يتكون شراب السحلب من الحليب بشكل رئيس ومسحوق درنات نبتة السحلب. وهو من الأكلات المشتركة مع التراث التركي، وانتشر هذا المشروب في دول شبه الجزيرة العربية.